# Svikojauratj
Svikojauratj är en sjö i Arjeplogs kommun i Lappland och ingår i Skellefteälvens huvudavrinningsområde. Sjön har en area på 0,104 kvadratkilometer och ligger 480,2 meter över havet.

## Delavrinningsområde
Svikojauratj ingår i det delavrinningsområde (732372-159590) som SMHI kallar för Mynnar i Najaure. Medelhöjden är 453 meter över havet och ytan är 50,52 kvadratkilometer. Räknas de 7 avrinningsområdena uppströms in blir den ackumulerade arean 93,79 kvadratkilometer. Skellefteälven Bigren som avvattnar avrinningsområdet har biflödesordning 2, vilket innebär att vattnet flödar genom totalt 2 vattendrag innan det når havet efter 249 kilometer. Avrinningsområdet består mestadels av skog (68 procent). Avrinningsområdet har 8,99 kvadratkilometer vattenytor vilket ger det en sjöprocent på 17,8 procent. Bebyggelsen i området täcker en yta av 1,13 kvadratkilometer eller 2 procent av avrinningsområdet.